# 비바두비
베아트리스 크리스티 일레제이 라우스(Beatrice Kristi Ilejay Laus, 2000년 6월 3일 ~ )는 비바두비(Beabadoobee, /biːbəˈduːbiː/, 모든 글자를 소문자로 표기)라는 예명으로 활동하는 필리핀계 영국인 싱어송라이터이다. 2018년부터 2021년까지 독립 레이블 더티 히트(Dirty Hit) 소속으로 《Lice》 (2018), 《Patched Up》 (2018), 《Loveworm》 (2019), 《Space Cadet》 (2019), 《Our Extended Play》 (2021), 총 5장의 EP를 발매했다. 데뷔 정규 앨범 《Fake It Flowers》는 2020년 10월에 발매되어 비평가들의 호평을 받았다. 두 번째 정규 앨범 《Beatopia》는 2022년 7월 15일에 발매되었으며, 히트곡 "The Perfect Pair"를 탄생시켰다. 세 번째 정규 앨범 《This Is How Tomorrow Moves》는 2024년 8월 9일에 발매되었으며, 영국 앨범 차트 1위에 오른 첫 번째 앨범이 되었다.
비바두비는 같은 레이블 소속인 The 1975의 Music for Cars Tour 여러 구간에서 서포팅 아티스트로 활동했으며, 미국 가수 클레어오의 《Immunity》 투어와 테일러 스위프트의 The Eras Tour에서도 서포팅 아티스트를 맡았다. 2020년 브릿 어워드에서 라이징 스타 어워드 후보에 올랐고, 2020년 NME 어워드에서 레이더 어워드를 수상했다. 또한 비바두비는 음악 평론가들의 연례 BBC 여론조사인 사운드 오브 2020에서 2020년 브레이크스루 아티스트로 예측되기도 했다.

## 음반 목록

### 정규 음반
- Fake It Flowers (2020)
- Beatopia (2022)
- This Is How Tomorrow Moves (2024)

### EP
- Lice (2018)
- Patched Up (2018)
- Loveworm (2019)
- Space Cadet (2019)
- Our Extended Play (2021)